# Borbély László (labdarúgó, 1966)
Borbély László (Szentendre, 1966. március 1. –) egykori labdarúgó.

## Pályafutása
Borbély egy alkalommal lépett pályára a Ferencváros színeiben, egy a Szeged elleni 3:3-as döntetlenre végződő bajnoki mérkőzésen állt be csereként még az 1983-84-es szezonban.